# Luis Puig
Luis Puig (Alcúdia, 11 aprile 1915 – Valencia, 31 luglio 1990) è stato un dirigente sportivo spagnolo, presidente dell'UCI dal 1981 al 1990, conosciuto per essere l'ideatore della Classica San Sebastian.

## Biografia
Molto sportivo fin dalla sua giovinezza, ha praticato hockey, baseball e nuoto. Iniziò a studiare medicina, ma non riuscì a terminare gli studi a causa della Guerra civile spagnola. In seguito, ha insegnato sport all'Università di Valencia ed è stato ufficiale in varie federazioni sportive spagnole (atletica, calcio e basket).  dal   Nel 1968 divenne presidente della Federazione Ciclistica Valenciana. Ha anche lavorato come giornalista per la rivista Levante, dove si è occupato delle pagine ciclistiche. 
Fu ideatore, nel 1981, della corsa ciclistica Classica San Sebastian; Fu poi presidente dell'UCI dal 1981 fino alla sua morte, avvenuta nel 1990.